# Юрлов, Иван Иванович
Иван Иванович Юрлов (1769—?) — владимирский губернатор в 1817-20 гг., генерал-майор, участник Отечественной войны 1812 года и Заграничных походов 1813—1814 годов, один из первых «партизан 12-го года».

## Биография
Родился в 1769 году, происходил из дворян Нижегородской губернии. Образование получил в Сухопутном шляхетском корпусе, из которого выпущен 3 марта 1787 года поручиком в Московский карабинерный полк.
В 1792 году сражался в Польше с конфедератами и в 1794 году снова находился в Польше в делах против повстанцев Костюшко. За отличие в сражении при Мацейовицах произведён в секунд-майоры. 16 февраля 1797 года переименован в майоры.
В 1799 году состоял в корпусе генерал-лейтенанта А. М. Римского-Корсакова и участвовал в походе в Швейцарию, был в сражениях под Шафгаузеном и Цюрихом, причём в последнем деле был ранен пулей в правую ногу. За отличие получил чин подполковника.
По возвращении в Россию Юрлов 26 июня 1801 года был переведён в Казанский драгунский полк.
В 1806—1807 годах сражался с французами в Восточной Пруссии и за отличие под Пултуском получил орден св. Владимира 4-й степени с бантом. В сражении при Прейсиш-Эйлау он был контужен картечью в грудь и 24 апреля 1807 года получил чин полковника. В битве под Фридландом Юрлов снова был ранен, на этот раз осколком гранаты в голову.
18 мая 1808 года Юрлов получил в командование Казанский драгунский полк (утверждён в должности 11 августа 1810 года). 26 ноября 1809 года он за беспорочную выслугу 25 лет в офицерских чинах был награждён орденом св. Георгия 4-й степени (№ 2100 по кавалерскому списку Григоровича — Степанова).

### Отечественная война 1812 года и Заграничные походы
Во время Отечественной войны 1812 года Юрлов находился с полком в партизанском отряде генерала Ф. Ф. Винцингероде. В кампании 1813 года он участвовал в сражениях под Калишем, Люценом и Бауценом, 23 июля был удостоен золотой шпаги с надписью «За храбрость». По окончании Пойшвицкого перемирия Юрлов был при осаде Данцига и 15 сентября за взятие Бломбергского укрепленного предместья произведён в генерал-майоры. За отличие при овладении ключевого укрепления Данцига — Бабельсбергского бастиона — награждён орденом св. Владимира 3-й степени. 1 января 1814 года Юрлов был назначен командиром 1-й бригады 2-й драгунской дивизии, которой прокомандовал до 11 ноября 1816 года, после чего состоял по кавалерии без должности.

### В отставке
В начале 1817 года был уволен с военной службы по болезни от старых ран и в феврале того же года назначен Владимирским гражданским губернатором с переименованием в действительные статские советники. В 1818 году был зачислен в комиссариатский штат Военного министерства и назначен управляющим Кременчугскими складами военного снаряжения.
В 1828 году окончательно вышел в отставку. Дата смерти его не установлена.
Среди прочих наград Юрлов имел ордена св. Владимира 2-й степени и св. Анны 1-й степени.